# Baie de Matagorda
Pour les articles homonymes, voir Matagorda.

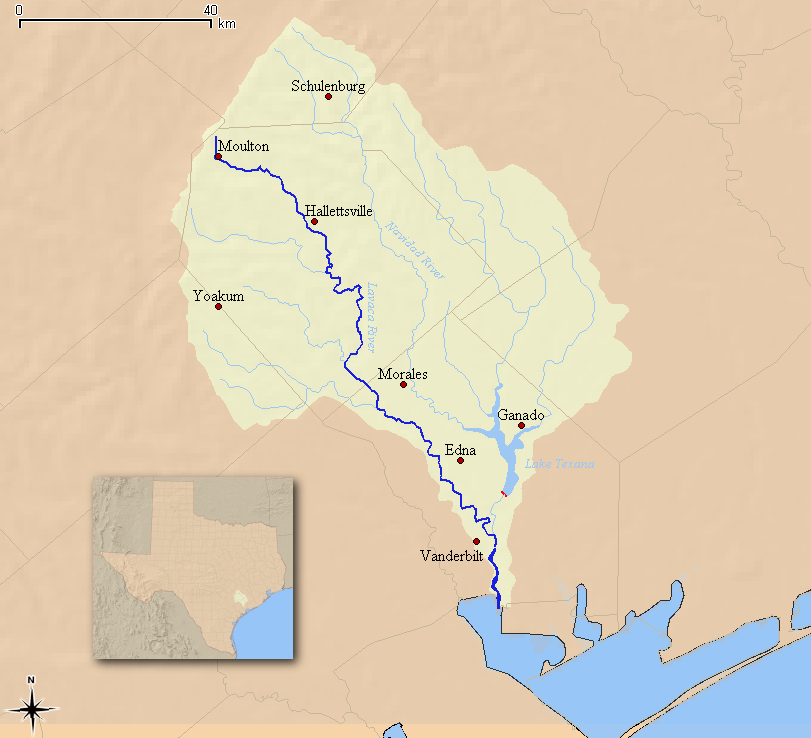
Carte montrant le fleuve Lavaca, la baie de Lavaca et celle (plus grande) de Matagorda.

La baie de Matagorda est une vaste baie située sur la côte de l'État du Texas entre les comtés de Calhoun et Matagorda. Le Colorado du Texas se déverse dans cette baie avant d'atteindre le golfe du Mexique. La baie est séparée du golfe par la péninsule de Matagorda. La ville de Port O'Connor se trouve sur ses berges.
La baie de Matagorda possède plusieurs extensions. La Lavaca Bay, baie de Lavaca qui s'étend à l'ouest vers l'embouchure du Lavaca, sur ses rives se trouve la ville de Port Lavaca. La baie de Tres Palacios s'étend au nord-est jusqu'à l'embouchure de la Tres Palacios River et relie la cité de Palacios. Les autres extensions comprennent les baies de Turtle, de Carancahua, de Keller, et de Cox.
La dernière expédition de René Robert Cavelier de La Salle, explorateur français, s'est achevée dans cette baie par le naufrage de son dernier bateau, La Belle, en février 1686.